# Fawzi Fayez
Fawzi Fayez Subait Khalifa Al Alawi (Abu Dhabi, 14 luglio 1987) è un calciatore emiratino, difensore dell'Al-Uruba Club.

## Palmarès

### Club
- UAE Arabian Gulf League: 1

Al-Ain:2011-2012
- Coppa del Presidente degli Emirati Arabi Uniti: 1

Al-Ain: 2008-2009
- UAE Super Cup: 2

Al-Ain: 2009, 2012
- Etisalat Emirates Cup: 1

Al-Ain: 2008-2009